# Ono Kazunari
Kazunari Ono (sinh ngày 4 tháng 8 năm 1989) là một cầu thủ bóng đá người Nhật Bản.

## Sự nghiệp câu lạc bộ
Kazunari Ono đã từng chơi cho Albirex Niigata, Ehime FC và Shonan Bellmare.